# José María de la Garza-Falcón
José María de la Garza-Falcón y Joaristi (1764, Zacatecas) fue un letrado novohispano, abogado de la Real Audiencia de México y teniente del Real Consulado de México, que formó parte junto a su hijo José Ignacio del grupo denominado de Los Guadalupes, promotores de la autonomía de la Nueva España con respecto a la administración peninsular que dio origen a la Independencia de México. 

## Biografía
Fue bautizado el 8 de marzo de 1764 en la ciudad de Zacatecas, siendo hijo de José Manuel de la Garza-Falcón y González de Hermosillo, oidor de la Real Audiencia de Guadalajara, y de María Xaviera de Joaristi y Tagle-Bracho.
Fue colegial del Real Colegio de San Ildefonso, coincidiendo en su estadía con Francisco Primo de Verdad. Más tarde desempeñó los cargos de sinodal y protonotario de San Ildefonso, llegando incluso a presentarse en la terna para ocupar el cargo de rector, mismo que no consiguió Fue abogado de "pobres y presos" de la Real Audiencia de México y miembro del Ilustre y Real Colegio de Abogados de México, así como asesor y teniente del Real Consulado de México, abogado de la Catedral de México, entre otros puestos y cargos.
Contrajo matrimonio con María Antonia de Espino y Flores-Alatorre con la procreó cuatro hijas y dos hijos, siendo el mayor el insurgente José Ignacio de la Garza-Falcón, a quien pudo deberse su ingreso en Los Guadalupes, grupo en el que se le documenta a partir de 1812, con la perceptible fuga de José Ignacio de la capital virreinal con objeto de unirse a las fuerzas insurgentes. 

## Los Guadalupes
El 30 de mayo de 1812 las autoridades virreinales interceptaron diversas cajas de correspondencia pertenecientes a Ignacio López Rayón, capturadas en Sultepec.  En ellas se desvelaron una serie de informes y escritos codificados, entre los que se encontraron diversas cartas de José Ignacio de la Garza, identificado como "Y" y "Odorantes" a sus hermanas y a su padre, José María, desde el campo batalla, expresándose contra "el tirano Venegas" y enviándole saludos de Morelos, Rayón, y otros insurgentes, a lo que el virrey Venegas ordenó el allanamiento de su casa. 
En la investigación se encontró abundante correspondencia entre José María y José María Morelos e Ignacio López Rayón, así como diversos reportes informando los movimientos de Calleja, documentando incluso su intento de sobornar a los hijos de Leonardo Bravo para aprehender a Morelos. Además, se investigó acerca de las tertulias celebradas en su casa de la Ciudad de México con "la honesta diversión de tocar y cantar conciertos", a las que asistían Juan José Flores-Alatorre, José María de Cos, Manuel Velázquez de la Cadena, signatario del Acta de Independencia del Imperio Mexicano, Joaquín Martínez Pastor, hijo de Manuel Silvestre Martínez, del Consejo de Su Majestad, entre otros sospechosos de sedición, culminando en el arresto del licenciado Garza en mayo de 1813.
Como buen abogado, construyó una sólida defensa, culpabilizando de las cartas a otros, además de acumular testimonios favorables a su persona, calidad y carácter por parte de reputados miembros del aparato borbónico, como Juan Francisco de Castañiza, Manuel de Heras-Soto, el conde de Medina y Torres, Ciro de Villaurrutia (hermano de Jacobo) además de oidores, canónigos, y otros con quienes se relacionó a lo largo de su residencia en la capital. Se concluyó que no había "prueba cumplida del delito de rebelión, pero sí vehementes indicios", siéndole concedida la libertad bajo fianza en agosto de 1813. A pesar de ello, cuando su hijo José Ignacio se acogió al indulto decretado por el virrey para aquellos que habían combatido en la insurgencia, se le condenó al destierro a "50 leguas de la capital" en octubre de 1816, a causa de no permitirse la residencia de "reos indultados" a menor distancia de la capital del reino.